# 釣りバカ日誌7
『釣りバカ日誌7』（つりバカにっしセブン）は、1994年12月23日公開の日本映画。釣りバカ日誌シリーズ第8作（レギュラーシリーズ第7作） 。同時上映は『男はつらいよ 拝啓車寅次郎様』。
本作から主人公の妻（みち子）役が石田えりから浅田美代子に代わった。また『男はつらいよ』との同時上映として制作された最後の作品である。

## あらすじ
今日もきょうとて仕事そっちのけで釣りに精を出すハマちゃん、出張先の福井県の視察にかこつけて合流するスーさん。今回狙うのは東尋坊のクロダイ、見事なカタを釣り上げたのはハマちゃんだったが、その時に通りかかった歯科医・田上と意気投合し、釣りに初挑戦、まったくの素人だったが見事にクロダイを釣り上げ盛り上がる一行だった。
社内では営業三課の古株女子社員である恵がついに結婚し寿退社で盛り上がっていたが、ちょうど手の空いた社長室訪問時に歯痛を感じたスーさん、急遽手近な歯科医院を訪れると偶然にも担当医が東尋坊で出会った田上であった。治療後に釣りに興味を持った彼女は釣具一式を揃えたいとスーさんに相談すると、予定していた会合をキャンセルして、釣具屋、そこから昼食も兼ねて高級レストランで食事を楽しむ。
親しくなった2人は、次の土日に神奈川県真鶴へ釣りに行く予定を取り付けるが、そんな折に同じタイミングでハマちゃんから釣りの誘いを受ける。彼女との予定を優先して香港出張ととっさに嘘をつくスーさん。
真鶴で釣りを楽しむスーさんと田上。釣りに誘った手前、ご主人に申し訳ないと謝るスーさんだったが、田上からは5年前に夫とは別れたことを告白される。船上でハマちゃんの噂をしていると、なんと近くの船にハマちゃんその人がアマダイ釣りを楽しんでおり、一瞬で状況を理解するハマちゃん。陸に上がり、釣果もそこそこにビールで一息していると、嘘をついたスーさんを敢えて「鈴木さん」と呼び、田上には「もう弟子はこりごり」と嘘をつく第三者の弟子の話として悪態をつく。
東京の浜崎家に戻ったハマちゃんとスーさんだったが、まだ怒りの収まらないハマちゃん。あろうことか、福井で出会った頃からハマちゃん抜きで会おうとしてたのでは？という疑いを掛け、くだを巻くハマちゃんだったが、遂に絶交を言い渡してしまう。
絶交を宣言したハマちゃんだったが、後悔の念は消えず、釣りにも仕事にもまったく身が入らず遂に辞表を提出。社長であるスーさんに伝わることを期待して社内全体へのFAX送信を行う。一介の平社員であるハマちゃんの辞表が社長室にも届き、誤字などがあるものの辞表として提出されたことを鑑み、幹部からは受理してはと打診されるが、釣り仲間として見捨てられないスーさんは、あくまでも社長という立場から辞表を受け取らないことを告げる。
一計を案じたスーさん、近所の釣具屋からFAXサービスを頼み、仲直りの文面を営業三課へ送り、ようやく笑顔になるハマちゃん。当日夕方からのメバル釣りをハチに強引に予約し、釣りも師弟関係も復活、その夜には浜崎家でメバル宴会となった。
なぜハマちゃんと結婚したかとみち子に問う田上、自分の中で結婚についてまた考えている様子。一方、元夫である宮本は田上との復縁を模索しており、義母の協力もあって許しを請うためにふたりきりで話すのだった。
田上の身の上を案じたスーさん、結婚を希望している原口人事部長あたりに紹介しようかと本人にも伝えていた矢先、ちょうど田上が鈴木建設を訪れ、元夫と福井でやり直すことを報告した。
そんなことはまったく知らない原口人事部長、田上が釣り好きという情報から社内きっての釣り名人である浜崎に相談をしにやってくる。意気揚々と釣りの予定を考えるハマちゃんだったが、相談途中に社長室から電話があり、縁談はなかったこととなった。

## キャスト
浜崎家
- 浜崎伝助（ハマちゃん、鈴木建設営業三課） - 西田敏行
- 浜崎みち子（妻） - 浅田美代子
- 浜崎鯉太郎（息子） - 上野友

メインゲスト
- 田上彩子（歯科医） - 名取裕子

伝助とスーさんが福井の東尋坊で知り合い意気投合、彩子は釣りにはまってしまう。その後スーさんが偶然立ち寄った歯科医院で彩子と再会し、釣りへ誘った。ところが、スーさんは伝助に釣りに誘われたが「香港に出張」とウソをつき、伝助に内緒で2人きりで真鶴で釣りを楽しんでいたが、別の釣り船に乗っていた伝助に見つかる。釣りを終えたその夜、悪酔いした伝助からスーさんは絶交を言い渡されてしまう。
- 宮本竜太（彩子の元夫） - 寺尾聰
- 田上夏江（彩子の母）- 山岡久乃

鈴木建設
- 鈴木一之助（スーさん、鈴木建設代表取締役社長） - 三國連太郎
- 秋山鉄蔵（専務） - 加藤武
- 堀田（常務） - 前田武彦
- 原口（人事部長） - 竜雷太
- 草森（秘書課長） - 角野卓造
- 佐々木和男（営業三課課長） - 谷啓
- 恵（営業三課） - 戸川純

釣りバカ日誌2から準レギュラーとして登場。本作で結婚し「寿退社」した。
- 前原（運転手） - 笹野高史

その他
- 太田八郎（ハマちゃんの隣人） - 中本賢

## スタッフ
- 監督 - 栗山富夫
- 製作 - 櫻井洋三
- 原作 - やまさき十三（作）、北見けんいち（画）（小学館「ビッグコミックオリジナル」連載）
- 脚本 - 山田洋次、高橋正圀、関根俊夫
- プロデューサー - 瀬島光雄、中島滋弘
- 音楽 - かしぶち哲郎
- 撮影 - 安田浩助
- 美術 - 重田重盛
- 編集 - 鶴田益一
- 録音 - 近藤勲
- 照明 - 粟木原毅
- 助監督 - 花輪金一

## ロケ地
- 福井県

## 釣ったもの
- クロダイ、アマダイ、メバルほか

## 受賞歴
- 第13回ゴールデングロス賞優秀銀賞[2]

## 地上波放送履歴
| 回数  | テレビ局   | 番組名             | 放送日         |
| ----- | ---------- | ------------------ | -------------- |
| 初回  | フジテレビ | ゴールデン洋画劇場 | 1995年12月30日 |
| 2回目 | フジテレビ | ゴールデン洋画劇場 | 1997年4月12日  |
| 3回目 | 日本テレビ | 金曜ロードショー   | 1998年2月27日  |
| 4回目 | 日本テレビ | 金曜ロードショー   | 2000年3月17日  |
| 5回目 | フジテレビ | ゴールデン洋画劇場 | 2001年2月3日   |